# Justhis
У цьому корейському імені прізвище (Хо) стоїть перед особовим ім'ям.
Хо Син (кор. 허승, нар. 7 травня 1991), більш відомий під своїм сценічним псевдонімом Justhis (кор. 저스디스), — південнокорейський репер. Він випустив свій перший альбом 2 Many Homes 4 1 Kid 14 червня 2016 року. Хо Син є членом команди IMJMWDP, крю DOPPLEGÄNGEM і 15 вересня 2022 він підписав контракт з GROOVL1N.

## Дискографія

### Студійні альбоми
| Назва                | Деталі альбому                                                              | Пікові позиції у чартах | Продажі               |
| Назва                | Деталі альбому                                                              | KOR                     | Продажі               |
| -------------------- | --------------------------------------------------------------------------- | ----------------------- | --------------------- |
| 2 Many Homes 4 1 Kid | - Реліз: 14 червня 2016 - Лейбл: Kakao M - Формат: CD, цифрове завантаження | 27                      | - Південна Корея: 560 |

### Інструментальні та альбоми реміксів
| Назва                                           | Деталі альбому                                                              | Пікові позиції у чартах | Продажі |
| Назва                                           | Деталі альбому                                                              | Gaon                    | Продажі |
| ----------------------------------------------- | --------------------------------------------------------------------------- | ----------------------- | ------- |
| 2 Many Houses 4 1 Kid : Instrumentals & Remixes | - Реліз: 17 серпня 2017 - Лейбл: Kakao M - Формат: CD, цифрове завантаження | 40                      | Н/Д     |

### Альбоми колаборацій
| Назва                                      | Деталі альбому | Пікові позиції у чартах | Продажі                 |
| Назва                                      | Деталі альбому | Gaon                    | Продажі                 |
| ------------------------------------------ | --- | ----------------------- | ----------------------- |
| 4 The Youth з Paloalto                     | - Реліз: 7 березня 2018 - Лейбл: Hi-Lite Records, Genie Music, Stone Music Entertainment - Формат: CD, цифрове завантаження | 31                      | - Південна Корея: 1,541 |
| 4 the Youth Freestyle & Remixes з Paloalto | - Реліз: 28 березня 2020 - Лейбл: Hi-Lite Records, Interpark - Формат: цифрове завантаження                                 | —                       | Н/Д                     |

### Сингли у чартах
| Назва | Рік                    | Пікові позиції у чартах | Пікові позиції у чартах | Альбом                                |
| Назва | Рік                    | KOR                     | KOR                     | Альбом                                |
| Назва | Рік                    | Circle Digital          | Kpop Hot 100            | Альбом                                |
| Як головний виконавець | Як головний виконавець | Як головний виконавець  | Як головний виконавець  | Як головний виконавець                |
| --- | ---------------------- | ----------------------- | ----------------------- | ------------------------------------- |
| «Star» | 2021                   | —                       | —                       | Do Not Go Gentle Into That Good Night |
| Колаборації |                        |                         |                         |                                       |
| «IndiGO» з Kid Milli, No:el та Young B                                                                                            | 2018                   | 17                      | 20                      | IM                                    |
| «MOMM (Prod. Code Kunst)» Kid Milli feat. JUSTHIS                                                                                 | 2018                   | 54                      | —                       | Show Me the Money 777 Semi Final      |
| «IMJMWDP (Prod. By Giriboy)» з Giriboy, NO:EL, Black Nut, Young B, Osshun Gum, YUNHWAY, Jvcki Wai, Kid Milli, Хан Йо Хан & Swings | 2019                   | 152                     | —                       | Не увійшов до альбому                 |
| «Diablo» EK feat. JUSTHIS | 2019                   | 186                     | —                       | Show Me the Money 8 Episode 4         |
| «Trash» (кор. 쓰레기) з Kid Milli, Young B & Swings                                                                               | 2019                   | 183                     | —                       | Не увійшов до альбому                 |
| «VVS (Prod. GroovyRoom)» Mirani, MUNCHMAN, Khundi Panda, MUSHVENOM Feat. JUSTHIS                                                  | 2020                   | 1                       | 2                       | Show Me the Money 9 Episode 1         |
| «The Roots (Prod. GroovyRoom)» (кор. 뿌리) Khundi Panda feat. Justhis                                                             | 2020                   | 11                      | —                       | Show Me the Money 9 Episode 3]]       |
| «Hero (Prod. GroovyRoom)» Khundi Panda feat. Justhis, Golden                                                                      | 2020                   | 67                      | —                       | Show Me the Money 9 Semi Final        |
| «The Beauty of Void (Prod. GroovyRoom)» (кор. 여백의 미) Mushvenom feat. Jessi, Justhis                                           | 2020                   | 32                      | —                       | Show Me the Money 9 Final             |
| «Take It (Prod. GroovyRoom)» (кор. 옜다) with Mushvenom                                                                           | 2021                   | 74                      | —                       | Salted Oyster (G+Jus)                 |
| «4 the Youth Freestyle» with Paloalto                                                                                             | 2021                   | —                       | —                       | 4 the Youth Freestyle & Remixes       |
| «Not Like You» (кор. 너랑 달라) з Hanlim Gym & Han Yo-han                                                                         | 2021                   | —                       | —                       | Не увійшов до альбому                 |
| «Thorn» (Prod. Code Kunst) (кор. 가시) з Gwangil Jo та Gaeko                                                                      | 2021                   | 183                     | —                       | Show Me the Money 10 Episode 2        |
| «Sun Goes Down» (Prod. R. Tee) з R. Tee                                                                                           | 2022                   | 123                     | —                       | Не увійшов до альбому                 |

## Фільмографія

### ТВ-шоу
| Рік  | Назва                | Роль     | Нотатки      | Прим.  |
| ---- | -------------------- | -------- | ------------ | ------ |
| 2020 | Show Me the Money 9  | Продюсер | з GroovyRoom | [ 11 ] |
| 2022 | Show Me the Money 11 | Продюсер | з R. Tee     | [ 12 ] |

## Нотатки
1. ↑  Сингл «Star» не потрапив у Gaon Digital Chart, але посів 112 місце у суміжному Gaon Download Chart[8].
2. ↑  Бі-сайди «VVS (H1GHR Remix) (pH-1, Big Naughty, TRADE L, Woodie Gochild, Jay Park, Kidd King Feat. JUSTHIS) (Prod. GroovyRoom)» та «Achoo Remix (with GroovyRoom Feat. Mirani, pH-1, Munchman, Skinny Brown, Louie, Leellamarz, Ourealgoat, Dbo, Sik-K, Owen, Kid Milli, Swings, Nudeboi Seo, TRADE L, Coogie, Blase, sokodomo, Khundi Panda, Lil Moshpit, Khakii)» посіли 108 та 109 місце у Gaon Digital Chart відповідно.
3. ↑  Сингл «4 the Youth Freestyle» не потрапив у Gaon Digital Chart, але посів 114 місце у суміжному Gaon Download Chart, з бі-сайдами «잠궈 (Lock Up) Remix (feat. Swervy, Kid Milli, DON MALIK & Reddy)» та «Wayne Remix (feat. G2, Huckleberry P & P-TYPE)», що посіли 185 та 184 місця у Download charts відповідно[9].
4. ↑  Сингл «Not Like You» не потрапив у Gaon Digital Chart, але посів 86 місце у суміжному Gaon Download Chart[10].